# 意大利解放日
意大利解放日（義大利語：Festa della Liberazione），也称为意大利解放纪念日（Anniversario della liberazione d'Italia）、抵抗纪念日（Anniversario della Resistenza），为每年的4月25日，是意大利的一个法定假日，纪念義大利抵抗運動反抗纳粹德国和意大利社会共和国（包括意大利王国法西斯执政时期的残余势力）的胜利。这与6月2日为纪念1946年意大利政体公投的共和国日（Festa della Repubblica）不同。